# Italian Song
Italian Song is een lied van Jon & Vangelis. Het is de opener van hun album Private Collection en tegelijkertijd ook het kortste lied. Alhoewel alle teksten van het album werden meegedrukt in het boekwerkje van langspeelplaat en compact disc ontbrak de tekst van het lied. De discussie was in het internetloze tijdperk, zong Anderson hier daadwerkelijk Italiaans of niet. Uiteindelijk bleek Anderson wat Italiaans klinkende klanken uit te spreken, maar enige betekenis heeft de tekst niet, anders dan dat het erg romantisch klinkt.
Het lied is als een van de weinige liedjes van het album niet op single verschenen.